# Oneirodes clarkei
Oneirodes clarkei är en fiskart som beskrevs av Swinney och Pietsch, 1988. Oneirodes clarkei ingår i släktet Oneirodes och familjen Oneirodidae. Inga underarter finns listade i Catalogue of Life.